# Цевки
Цевки (укр. Цівки, до 2016 года — Комсомольское, укр. Комсомольське) — село,
Грушеватский сельский совет,
Пятихатский район,
Днепропетровская область,
Украина.
Код КОАТУУ — 1224581203. Население по переписи 2001 года составляло 33 человека .

## Географическое положение
Село Цевки находится на расстоянии в 1 км от села Семёновка и в 3-х км от села Красноивановка.
По селу протекает пересыхающий ручей с запрудой.
Рядом проходит автомобильная дорога Т-0419.